# Ken Hannam
Ken Hannam est un réalisateur et producteur australien né le 12 juillet 1929 à Melbourne (Australie), décédé le 16 novembre 2004 à Londres (Royaume-Uni).

## Filmographie

### comme réalisateur
- 1961 : The Story of Peter Grey (série télévisée)
- 1964 : I Have Been Here Before (TV)
- 1965 : The Recruiting Officer (TV)
- 1965 : The Troubleshooters (série télévisée)
- 1967 : Contrabandits (série télévisée)
- 1968 : The Borderers (série télévisée)
- 1969 : Paul Temple (série télévisée)
- 1972 : The Befrienders (série télévisée)
- 1972 : Spy Trap (série télévisée)
- 1972 : Colditz ("Colditz") (série télévisée)
- 1975 : Sunday Too Far Away
- 1975 : Angels (série télévisée)
- 1976 : Luke's Kingdom (feuilleton TV)
- 1976 : Break of Day
- 1977 : Summerfield
- 1979 : Dawn!
- 1980 : The Assassination Run (TV)
- 1980 : Juliet Bravo (série télévisée)
- 1985 : Robbery Under Arms (TV)
- 1988 : Hannay (série télévisée)
- 1988 : Crossfire (feuilleton TV)
- 1989 : The Paradise Club (série télévisée)
- 1991 : The House of Eliott (série télévisée)

### comme producteur
- 1964 : I Have Been Here Before (TV)